# Округ Стивенс (Тексас)
Округ Стивенс (енгл. Stephens County) је округ у америчкој савезној држави Тексас. По попису из 2010. године број становника је 9.630.

## Демографија
Према попису становништва из 2010. у округу је живело 9.630 становника, што је 44 (0,5%) становника мање него 2000. године.
| Група             | 2000.         | 2010.         |
| Белци             | 7.861 (81,3%) | 7.289 (75,7%) |
| Афроамериканци    | 282 (2,9%)    | 201 (2,1%)    |
| Азијати           | 28 (0,3%)     | 32 (0,3%)     |
| Хиспаноамериканци | 1.418 (14,7%) | 2.011 (20,9%) |
| Укупно            | 9.674         | 9.630         |